# 작은개자리
작은개자리(Canis Minor)는 북쪽 하늘의 작은 별자리이다. 이 별자리는 오리온자리를 따르는 두 마리의 개 중 하나이다. 동아시아의 별자리에서는 정수의 '남하(南河,남쪽 강)'에 해당된다.

## 별과 천체
작은개자리는 두 개의 별로 된 작은 별자리이다.
- 작은개자리 α별 (α CMi, Procyon:프로키온)은 0.38 등급으로, 전 하늘에서 7번째로 밝은 별이다. '프로키온'의 뜻은 '큰개보다 앞서는'이고, 여기에서의 '개'는 큰개자리를 의미한다. 밤하늘에서 가장 밝은 시리우스보다 일찍 떠올라 곧 시리우스가 나타날 것을 미리 알려주므로 붙은 이름이다.
- 작은개자리 β별 (β CMi, Gomeisa:고메이사)은 2.9 등급이다.

작은개자리는, 별자리 크기가 작아 10등급보다 밝은 성단과 성운들이 없다.

## 신화와 역사

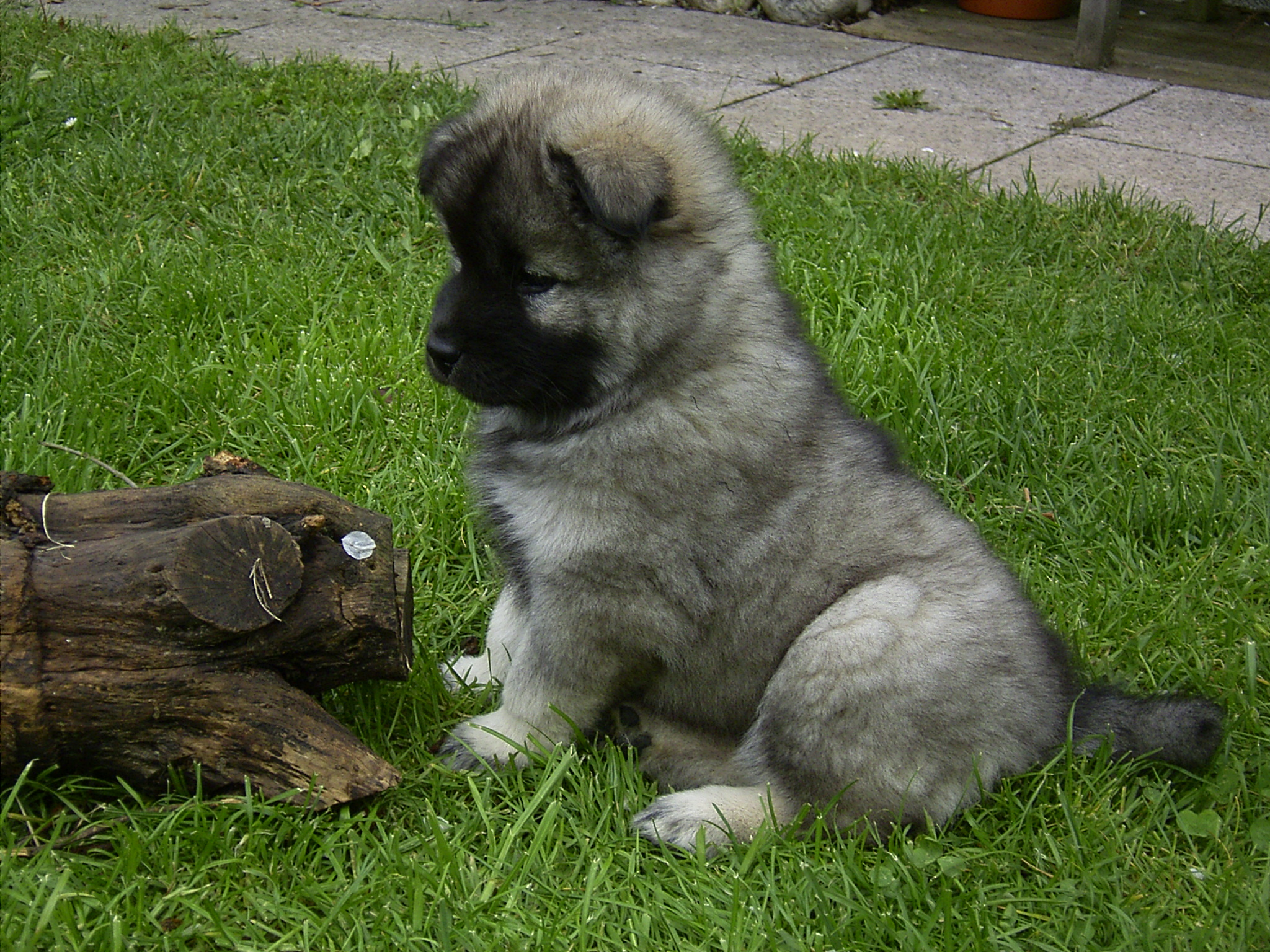
강아지

작은개자리는 톨레미의 48개 별자리 중 하나였으며, 현대 88개 별자리에도 포함되었다.
- 이 별자리는 오리온이 데리고 다니는 두 마리의 사냥개 중 작은 개이다. 고대 그리스에서는 이 별자리를 큰개자리, 오리온자리와 함께 하나의 별자리로 여겼다.

- 테베의왕 카드모스의 자손 악타이온이 사냥 중에 여신 아르테미스가 목욕하는 것을 보게 되었는데, 노한 아르테미스가 악타이온을 사슴으로 만들었다. 악타이온은 도망하고 남은 사냥개 중 한 마리가 하늘에 올라 별자리가 되었다는 설명도 있다.

## 같이 보기
- 큰개자리
- 오리온자리